# صداهایی از چرنوبیل

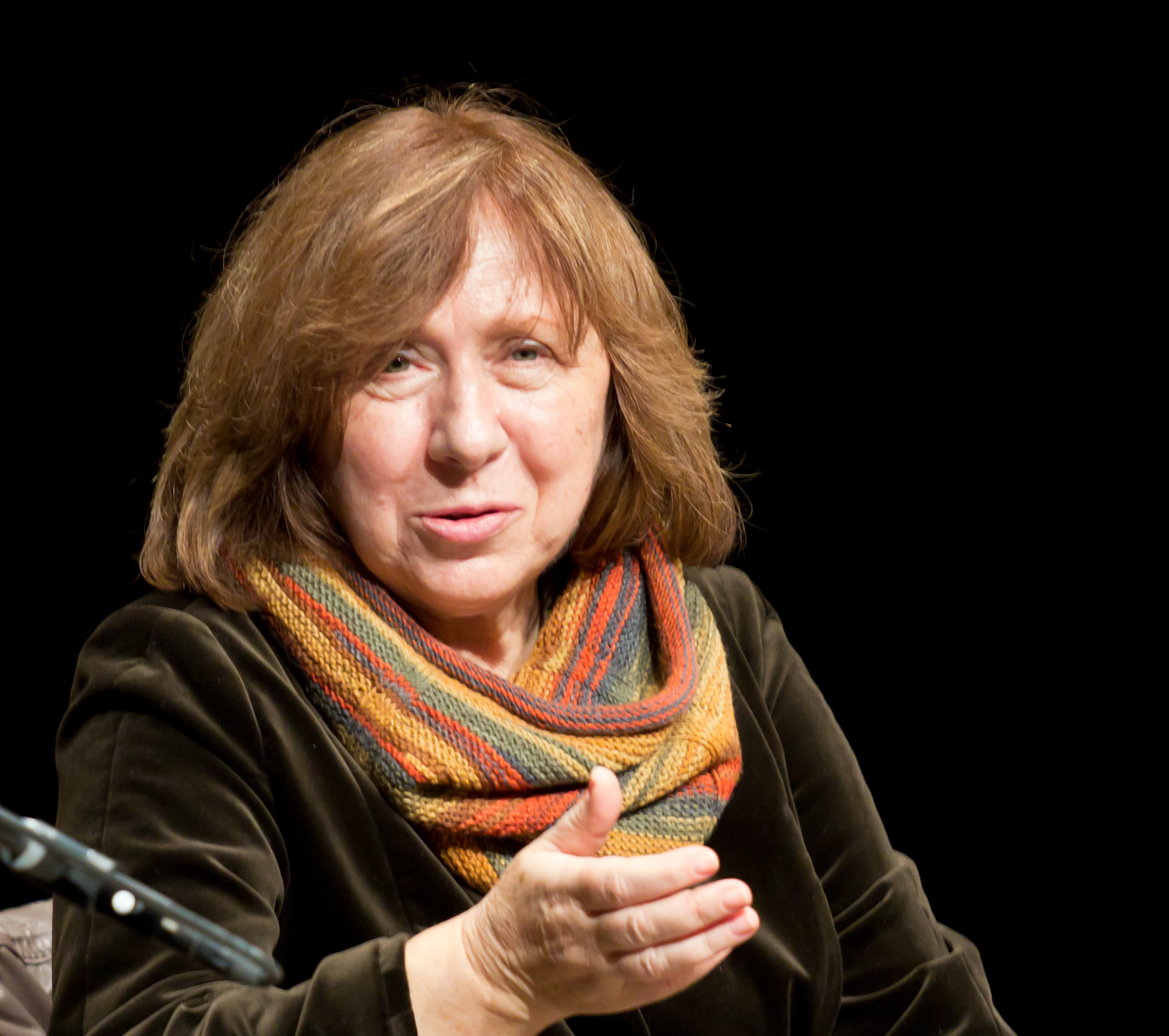
سوتلانا الکسیویچ

صداهایی از چرنوبیل (روسی: Чернобыльская молитва) کتابی از نویسنده و روزنامه‌نگار بلاروسی برنده جایزه نوبل، سوتلانا الکسیویچ است. سوتلانا در دورانی که فاجعه چرنوبیل اتفاق افتاد (آوریل ۱۹۸۶) در مینسک پایتخت کشور بلاروس زندگی می‌کرد.
او در سن چهل سالگی، با ۵۰۰ نفر از کسانی که شاهد این فاجعه بودند، از جمله مأموران آتش‌نشانی، سیاستمداران، فیزیکدانان، پزشکان و مردم عادی مصاحبه کرد. این کار ده سال به طول انجامید. کتاب صداهایی از چرنوبیل به چرایی و چگونگی این فاجعه نمی‌پردازد بلکه بیشتر به شرح جهان بعد از فاجعه و اینکه مردم چگونه با آن مواجه شدند و چگونه این تجربه‌ها بر روح و روانشان تأثیر گذاشت پرداخته است.

## نقد
کتاب سوتلانا الکسیویچ علی‌رغم استقبال گسترده، انتقاداتی هم به همراه داشته است. شیلا فیتزپاتریک استاد تاریخ در دانشگاه سیدنی که یکی از مهم‌ترین مورخان در زمینه تاریخ معاصر روسیه است، به الکسیویچ بدگمان است که در روایت‌های خود «دست‌کاری ویرایشی» می‌کند. او در نقدی که در نشریه‌ی «نقد کتاب لندن» بر کتاب زمزمه‌های چرنوبیل نوشته است می‌گوید «تاریخ‌دان» آخرین لقبی است که می‌توان بر الکسیویچ نهاد. فیتزپاتریک نتیجه گرفته است که «او در اصل بر اساس تخیلات خود می‌نویسد و تنها در وهله‌ی ثانویه است که به اسناد رجوع می‌کند». فیتزپاتریک نقد خود را چنین جمع‌بندی می‌کند:
برای اینکه دریابید عامه‌ی مردم درباره‌ی حال و گذشته در اتحاد شوروی چگونه فکر می‌کنند به سراغ الکسیویچ نروید، چون صرفا فریب خواهید خورد. آثار او را به عنوان ادبیات بخوانید، برای یادآوری دنیایی گم‌شده که برای حافظه‌ی ما آشنایی پر حرارتی دارد، البته یک آشنایی دست دوم، برای یادآوری دورانی که مخاطبان غربی می‌توانستند با جانب‌داری از آدم‌خوب‌ها در اتحاد شوروی دل خود را با ساده‌لوحی شاد کنند. کتاب‌هایش را بخوانید و با خیال راحت اشک بریزید.